# Ola Ullsten

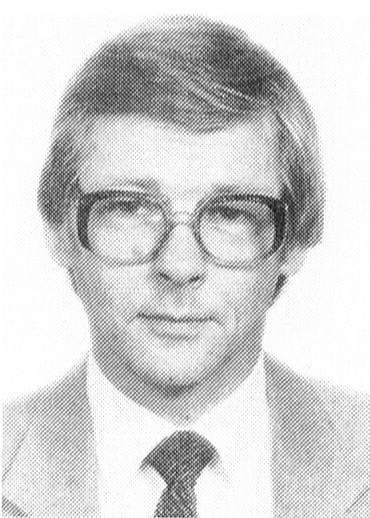
Ola Ullsten

Ola Ullsten (eigentlich Stig Kjell Olof Ullstén, * 23. Juni 1931 in Umeå; † 28. Mai 2018 auf Gotland) war ein schwedischer Politiker und Diplomat, der von 1978 bis 1979 Ministerpräsident von Schweden war.

## Politische Karriere
Ullsten wurde 1965 erstmals in die Zweite Kammer des schwedischen Reichstags gewählt. Er gehörte dem Parlament bis 1984 an.
In der ersten bürgerlichen Regierung Schwedens nach 40 Jahren sozialdemokratischer Dominanz wurde Ullsten 1976 Minister für Entwicklungshilfe. Nach dem Rücktritt Per Ahlmarks 1978 rückte er zum stellvertretenden Ministerpräsidenten auf und übernahm den Parteivorsitz der liberalen Volkspartei. Wenige Monate später zerbrach die Koalitionsregierung Thorbjörn Fälldins aufgrund von Differenzen in der Energiepolitik.
Nach Verhandlungen mit den Sozialdemokraten unter Olof Palme gelang es Ullsten im Oktober 1978, Ministerpräsident einer rein liberalen Minderheitsregierung zu werden, die nur über eine schmale parlamentarische Basis verfügte (39 von 349 Sitzen im schwedischen Reichstag). Anfangs recht erfolgreich, entglitt der Regierung zunehmend die politische Initiative. In verschiedenen Sachfragen einigten sich die Parteien der Opposition unter Umgehung der Regierung.
Nach der Reichstagswahl 1979, die Ullstens Partei nicht stärkte, trat Ullsten als Ministerpräsident zurück und wurde stattdessen Außenminister in einer neuen bürgerlichen Koalition unter Thorbjörn Fälldin. Dieses Amt hatte Ullsten bis 1982 inne. Die Reichstagswahl 1982 bescherte den Liberalen eine schwere Niederlage. Ullsten trat 1983 als Parteivorsitzender zurück.
Er war später schwedischer Botschafter in Kanada und Italien.